# Jerzy Opara
Jerzy Janusz Opara, né le 21 août 1948 à Varsovie, est un céiste polonais. 

## Carrière
Jerzy Opara participe aux Jeux olympiques de 1976 à Montréal et remporte la médaille d'argent en C-2 500m avec Andrzej Gronowicz. Il est médaillé d'argent en C-1 1000 m aux Championnats du monde de course en ligne de canoë-kayak de 1970, médaillé d'argent en C-2 1000 m avec Andrzej Goronowicz aux Championnats du monde de course en ligne de canoë-kayak de 1974, médaillé de bronze en C-2 500 mètres aux Championnats du monde de course en ligne de canoë-kayak de 1973, et en C-2 1000 m aux Championnats du monde de course en ligne de canoë-kayak de 1977.